# Finlands Svenska Skidförbund
Finlands Svenska Skidförbund (FSS) r.f. är ett svenskspråkigt specialidrottsförbund för skidsport i Finland. Förbundet har sitt huvudsäte i Helsingfors. Skidförbundet grundades den 13 november 1921 under namnet Svenska Finlands Skidförbund, och 1945 ändrades namnet till Finlands Svenska Skidförbund. FSS har till uppgift att främja och administrera skidsportverksamheten inom Svenskfinland. Förbundet är anslutet till centralorganisationen Finlands Svenska Idrott, och är tillika anslutet som ett distrikt inom Finlands skidförbund (SHL).
Förbundet har anordnat mästerskapstävlingar sedan 1922, som är en av vintersäsongens stora höjdpunkt för alla tävlingsskidåkare inom hela Svenskfinland.

## Skidsporter
Förbundet har följande fem discipliner på programmet:
- backhoppning
- nordisk kombination
- längdskidåkning
- skidskytte/springskytte
- utförsåkning

Vid början av år 2016 var 31 finlandssvenska idrottsföreningar medlemmar i Finlands Svenska Skidförbund.

## Ordförande
Finlands Svenska Skidförbunds nuvarande (2016) ordförande är Ulf Stenman. 